# Hieracium eriomallum
Hieracium eriomallum là một loài thực vật có hoa trong họ Cúc. Loài này được Greuter mô tả khoa học đầu tiên.